# Deshi
Pour les articles homonymes, voir Deshi (homonymie).
Un deshi est un disciple (élève), dans le système des grades japonais dans les arts martiaux. Sans entrer dans le système Shōgō, les ceintures noires 2e et 3e dans sont également considérés comme des deshi.